# Serra Grande (Valença)
Serra Grande é um distrito do município brasileiro de Valença, no litoral do estado da Bahia. Segundo o censo demográfico de 2022, realizado pelo Instituto Brasileiro de Geografia e Estatística (IBGE), sua população era de 8 680 habitantes e havia 3 208 domicílios particulares permanentes ocupados. Foi criado em 1911.
De acordo com o IBGE, em 2010 a população era de 8 484 habitantes e havia 2 866 domicílios particulares.